# Marija Mizowa
Marija Mizowa (bulgarisch Мария Мицова, englisch transkribiert Mariya Mitsova; * 21. November 1996 in Russe) ist eine bulgarische Badmintonspielerin.

## Karriere
Mizowa kam über ihre ältere Schwester im Alter von sieben Jahren zum Badminton und gab 2009 ihr internationales Debüt bei den Bulgarian International. Mit Mila Iwanowa wurde sie im Jahr 2013 erstmals im Erwachsenenbereich bulgarische Meisterin im Damendoppel, bevor sie in den beiden Jahren darauf auf fünf Juniorentitel bei nationalen Titelkämpfen kam. 2014 stand sie mit der bulgarischen Nationalmannschaft bei den Mannschaftseuropameisterschaften in Basel auf dem Podium und vertrat Bulgarien bei den Olympischen Jugend-Sommerspielen. Ihren nächsten nationalen Titel erspielte sie 2016 an der Seite von Petja Nedeltschewa. Im gleichen Jahr konnte Mizowa ihre ersten internationalen Erfolge bei den Greece International feiern, als sie im Einzel und Doppel siegreich war. Außerdem siegte Mizowa in diesem Jahr bei den Slovak Open und den Hungarian International mit Nedeltschewa. In ihrem Heimatland erreichte sie bei den Bulgaria Open das Finale und wurde auch bei den Prague Open, den Italian International und den Croatian International Zweite. Bei der Mannschaftseuropameisterschaft war sie Teil des bulgarischen Teams, das die Silbermedaille gewann.
Im folgenden Jahr zog Mizowa ins Endspiel der Greece Open ein und triumphierte bei den Bulgarian International und den Estonian International. 2018 beendete sie im Dameneinzel die Hungarian International auf dem Zweiten Platz und gewann den Titel bei den Croatian International. Im Gemischten Doppel siegte sie bei den Greece International, den Bulgaria Open und den Bulgarian International und wurde in der Disziplin erstmals bulgarische Meisterin. Im nächsten Jahr konnte Mizowa ins Finale der Bulgaria Open und der Portugal International einziehen und sich bei den Greece International im Dameneinzel und an der Seite von Alex Vlaar durchsetzen. Im Mixed erreichte sie bei den Europaspielen das Viertelfinale, verteidigte mit Iwan Russew ihren Titel bei den Bulgarischen Meisterschaften und gewann den Wettkampf zum ersten Mal im Dameneinzel. Im Folgejahr wurde Mizowa zum dritten Mal in Folge bulgarische Meisterin im Gemischten Doppel.

## Sportliche Erfolge
| Jahr | Veranstaltung                  | Platz | Disziplin   | Spielpartner          |
| ---- | ------------------------------ | ----- | ----------- | --------------------- |
| 2013 | Bulgarische Meisterschaft 2013 | 1.    | Damendoppel | Mila Iwanowa          |
| 2015 | Bulgarische Meisterschaft 2015 | 2.    | Mixed       | Wladimir Schischkow   |
| 2015 | Bulgarische Meisterschaft 2015 | 3.    | Dameneinzel |                       |
| 2016 | Bulgarische Meisterschaft 2016 | 1.    | Damendoppel | Petja Nedeltschewa    |
| 2016 | Bulgarische Meisterschaft 2016 | 2.    | Dameneinzel |                       |
| 2017 | Bulgarische Meisterschaft 2017 | 2.    | Damendoppel | Petja Nedeltschewa    |
| 2017 | Bulgarische Meisterschaft 2017 | 2.    | Dameneinzel |                       |
| 2018 | Bulgarische Meisterschaft 2018 | 1.    | Mixed       | Alex Vlaar            |
| 2018 | Bulgarische Meisterschaft 2018 | 2.    | Dameneinzel |                       |
| 2019 | Bulgarische Meisterschaft 2019 | 1.    | Mixed       | Iwan Russew           |
| 2019 | Bulgarische Meisterschaft 2019 | 1.    | Dameneinzel |                       |
| 2020 | Bulgarische Meisterschaft 2020 | 1.    | Mixed       | Alex Vlaar            |
| 2020 | Bulgarische Meisterschaft 2020 | 2.    | Damendoppel | Dimitrija Popstoikowa |
| 2020 | Bulgarische Meisterschaft 2020 | 3.    | Dameneinzel |                       |
| 2021 | Bulgarische Meisterschaft 2021 | 2.    | Dameneinzel |                       |
| 2022 | Bulgarische Meisterschaft 2022 | 2.    | Dameneinzel |                       |

| Jahr | Veranstaltung                | Platz | Disziplin   | Spielpartner       |
| ---- | ---------------------------- | ----- | ----------- | ------------------ |
| 2014 | Europameisterschaft 2014     | 3.    | Mannschaft  | Bulgarien          |
| 2016 | Greece International 2016    | 1.    | Damendoppel | Petja Nedeltschewa |
| 2016 | Greece International 2016    | 1.    | Dameneinzel |                    |
| 2016 | Slovak Open 2016             | 1.    | Damendoppel | Petja Nedeltschewa |
| 2016 | Hungarian International 2016 | 1.    | Damendoppel | Petja Nedeltschewa |
| 2016 | Bulgaria Open 2016           | 2.    | Damendoppel | Petja Nedeltschewa |
| 2016 | Prague Open 2016             | 2.    | Damendoppel | Petja Nedeltschewa |
| 2016 | Italian International 2016   | 2.    | Damendoppel | Petja Nedeltschewa |
| 2016 | Croatian International 2016  | 2.    | Mixed       | Alex Vlaar         |
| 2016 | Europameisterschaft 2016     | 2.    | Mannschaft  | Bulgarien          |
| 2017 | Estonian International 2017  | 1.    | Damendoppel | Petja Nedeltschewa |
| 2017 | Greece Open 2017             | 2.    | Dameneinzel |                    |
| 2017 | Bulgarian International 2017 | 1.    | Dameneinzel |                    |
| 2018 | Greece International 2018    | 1.    | Mixed       | Dimitar Janakiew   |
| 2018 | Bulgaria Open 2018           | 1.    | Mixed       | Alex Vlaar         |
| 2018 | Bulgarian International 2018 | 1.    | Mixed       | Alex Vlaar         |
| 2018 | Croatian International 2018  | 1.    | Dameneinzel |                    |
| 2018 | Hungarian International 2018 | 2.    | Dameneinzel |                    |
| 2019 | Portugal International 2019  | 2.    | Mixed       | Alex Vlaar         |
| 2019 | Greece International 2019    | 1.    | Mixed       | Alex Vlaar         |
| 2019 | Greece International 2019    | 1.    | Dameneinzel |                    |
| 2019 | Bulgaria Open 2019           | 2.    | Dameneinzel |                    |